# Mimosa filipetiola
Mimosa filipetiola är en ärtväxtart som beskrevs av Arturo Erhardo Erardo Burkart. Mimosa filipetiola ingår i släktet mimosor, och familjen ärtväxter. Inga underarter finns listade i Catalogue of Life.